# Guerrero (Coahuila)
Guerrero es una población del estado mexicano de Coahuila de Zaragoza, localizada en su extremo noroeste en la frontera entre Estados Unidos y México, es cabecera del municipio del mismo nombre.

## Toponimia
Denominada San Juan Bautista del Río Grande en época novohispana hasta la independencia de México en el siglo XIX.

## Historia

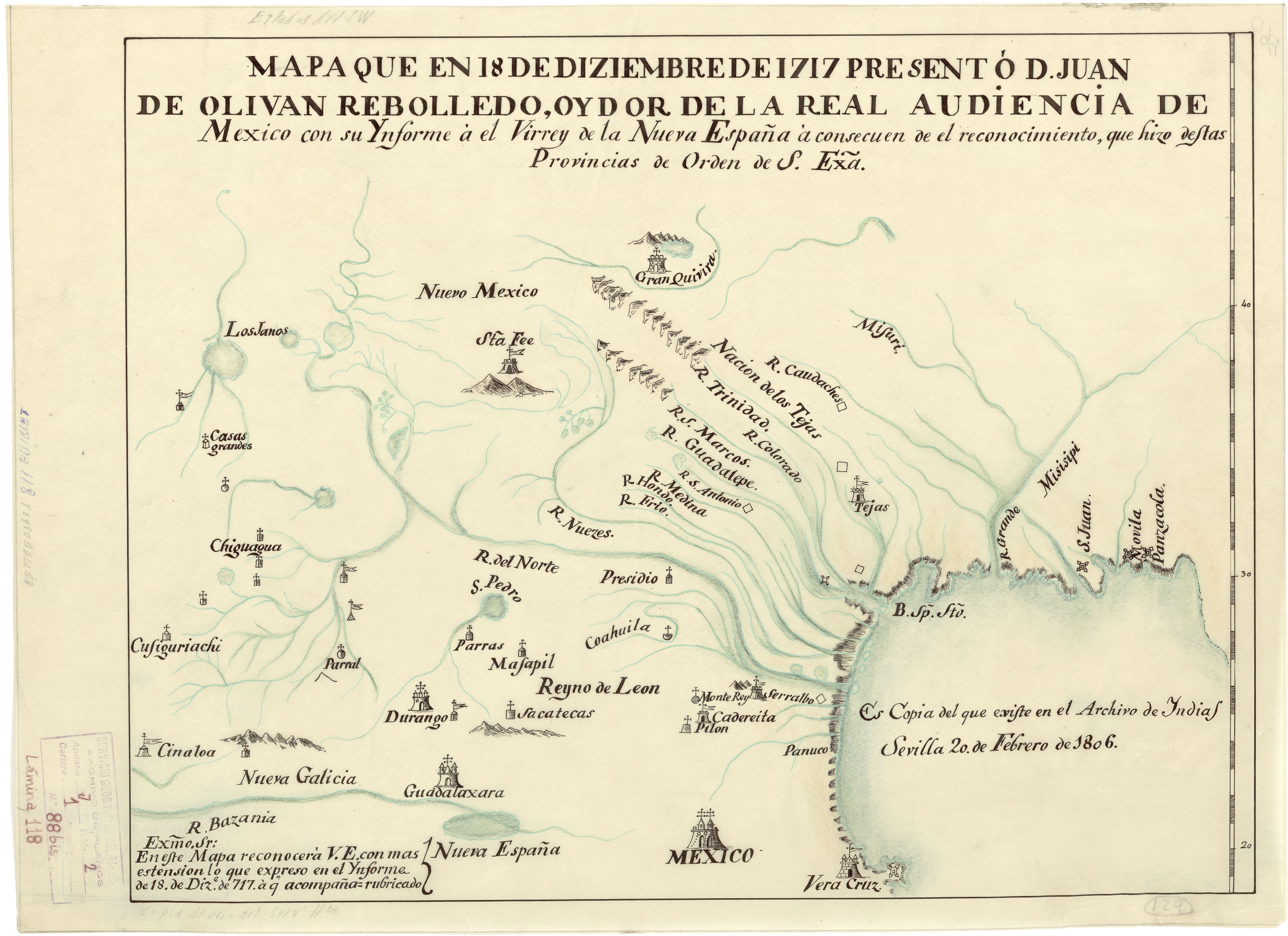
Presidio San Juan Bautista del Río Grande. Mapa de 1717.

El origen de la población que es hoy Guerrero se remonta a enero de 1700 con la expedición de los franciscanos fray Diego de Salazar, San Juan de Buenaventura y fray Francisco Hidalgo. Ésta daría lugar a la fundación de la misión de San Bernardo, propiciada por el Colegio de la Santa Cruz de Querétaro, el 28 de marzo de 1701 por real cédula del virrey de Nueva España José Sarmiento y Valladares. Además de la misión San Bernardo, se fundaron las misiones San Juan Bautista junto al río Sabinas, y la misión San Juan de Solano (trasladada en 1718 al río San Antonio, dando lugar a la misión de El Álamo, Texas, EE. UU.). Para el respaldo a la población misional se ordenó el establecimiento en 1703 del presidio de San Juan Bautista del Río Grande con treinta hombres. Este presidio se mantuvo siempre en Guerrero, a diferencia de otros presidios que fueron trasladados en función las necesidades de seguridad, como ocurriera con el de Monclova. Mientras que la misión San Bernardo no perduró, durante toda la época española el presidio de Río Grande fue un lugar estratégico, principal punto de comunicación entre el centro de la Nueva España con la Texas novohispana por el camino Real de los Tejas. En época de la Luisiana española alcanzaba hasta Natchitoches (actual Luisiana, EE. UU.) tras salir de Durango y enlazando con San Antonio de Béxar, Los Adaes y Nacogdoches (actual Texas, EE.UU). El vado para cruzar el río Grande se denominaba Paso de Francia, cuyo nombre se remonta a la expedición de Alonso de León El Mozo para la expulsión de los franceses del efímero fuerte Saint Louis (1689). Del presidio de Río Grande partió en 1718 la expedición del gobernador Martín de Alarcón para la fundación de villa de San Antonio Béjar, hoy San Antonio, Texas. En 1771, tras la inspección del III marqués de Rubí que resultó en el traslado de numerosas misiones y presidios, el de San Juan Bautista sí continuó. En 1782 Teodoro Croix, sobrino del virrey Croix, ordenó la reorganización de los presidios, quedando San Juan Bautista encuadrado en el grupo de Santa Rosa (actual Múzquiz) y San Fernando de Austria (actual Zaragoza). Al igual que sucediera con otras poblaciones surgidas a partir de un presidio, su patio de armas el la actual plaza Principal.
En 1848 con la firma del tratado de Guadalupe Hidalgo entre EE. UU. y México, el río Bravo se convirtió en frontera entre ambos países. 

## Personajes ilustres
- Evaristo Madero Elizondo, industrial, gobernador.
- Jacinto B. Treviño, militar revolucionario.
- Gabriel Cervera Riza, militar revolucionario, gobernador.
- Manuel Pérez Treviño, militar y político, gobernador.
- Ricardo Ainsle Rivera, político y gobernador.
- Francisco L. Treviño, militar revolucionario.